# Phelliactis gigantea
Phelliactis gigantea is een zeeanemonensoort uit de familie Hormathiidae.
Phelliactis gigantea is voor het eerst wetenschappelijk beschreven door Carlgren in 1941.